# ماریا کارلسون (بازیکن فوتبال، زاده ۱۹۸۳)
ماریا کارلسون (انگلیسی: Maria Karlsson؛ زادهٔ ۱۴ مهٔ ۱۹۸۳) بازیکن فوتبال اهل سوئد است.
از باشگاه‌هایی که در آن بازی کرده‌است می‌توان به باشگاه فوتبال لینشوپینگ اشاره کرد.
وی همچنین در تیم ملی فوتبال زنان سوئد بازی کرده‌است.